# Dark Funeral
A Dark Funeral egy svéd együttes, mely a black metal egyik legismertebb zenekara. A műfaj második hullámával kerültek színre. Zenéjük vegytiszta északi black metal a pusztító, kompromisszummentes fajtából, szövegeik pedig a sátánizmusról és az egyházellenességről szólnak. A zenekar vezetője Lord Ahriman gitáros, aki a sok tagcsere ellenére is elkötelezetten vezeti zenekarát.

## Történet
A Dark Funeralt Blackmoon (David Parland) gitáros és Lord Ahriman (gitár) alapította 1993-ban. Rövidesen később csatlakozott hozzájuk Draugen dobos és Themgoroth basszusgitáros/énekes. Ez a felállás készítette el az 1994-ben megjelent, a zenekar nevével azonos című EP-t. A lemezt Dan Swanö Uni-Sound stúdiójában rögzítették, januárban. Az EP május 4-én jelent meg és még ugyanaznap adták első külföldi koncertjüket az Oslo-i Luse Lottes klubban (Korábban szintén itt debütált a Gorgoroth és a Marduk együttes is). Ezután Draugen dobos távozott, helyére Equimanthorn került.
1995-ben a zenekar a Hellspawn kiadótól átpártolt a No Fashion Records-hoz, és elkezdtek dolgozni debütáló albumukon. A The Secrets of the Black Arts címet kapott lemez 1996 januárjában jelent meg, a felvételei pedig az Abyss stúdióban zajlottak, a producer pedig Peter Tägtgren volt. A lemezt Észak-Amerikában a Metal Blade, Lengyelországban a Mystic Productions adta ki. Ezután a zenekar rövidebb turnéra indult, felléptek a berlini Under The Black Sun I fesztiválon is. A zenekar és Themgoroth között azonban ellentétek feszültek, így ő távozott, helyére pedig Emperor Magus Caligula került, aki mai napig a zenekar karakteres énekese. Ő korábban a Hypocrisyben zenélt. A zenekar ezután elkészítette első videóját mely, a The Secrets Of The Black Arts című dalra készült.  A klipet rendszeresen játszották a zenecsatornák is, így a zenekar egyre népszerűbb lett. Equimanthorn dobos mégis távozott, helyét Alzazmonnal (Tomas Asklund) helyettesítették. Ez a felállás készítette el az In Conspiracy With Satan című Bathory dalt, egy Bathory tribute album számára. Blackmoon távozott és megalakította War nevű black metal zenekarát. Utódja Necromass lett és a zenekar megkezdte The Satanic War elnevezésű Európa turnéját. A turné nyitózenekarai az Ancient és a Bal-Sagoth voltak.
A zenekar a turné során eljutott Amerikába is. Itt elsőként Chicagóban léptek fel, a Expo Of The Extreme fesztiválon. Majd ezen a földrészen is egy alaposabb turné következett, itt az Usurper volt a vendégzenekaruk. Eredetileg az Acheron és a  Deströyer 666-tal turnéztak volna, de mindkét zenekar lemondta a körutat. Szeptemberben a zenekar visszavonult ismét az Abyss stúdióba, hogy nekilásson második nagylemezének, mely 1997 áprilisában jelent meg.
Időközben Emperor Magus Caligula letette a basszusgitárt és csak az éneklésre koncentrált. Így az Ineffable Kings Of Darkness nevű turnén kisegítő basszusgitárossal léptek fel (Dominion). A túrán az Enthroned és a Liar Of Golgotha kísérte őket. Ezt követően felléptek a svéd Hultsfreds fesztiválon is. A fesztivál után belépett Dominion helye megszilárdult a zenekarban, mint másodgitáros, a basszusgitárt pedig ismét Caligula kezelte.
A zenekar következő Bleed for Satan (Vérezz a Sátánért) turnéja a Cannibal Corpse és az Infernäl Mäjesty társaságában zajlott. Alzazmon ideiglenes időre távozott, helyette a zenekar egy régi jó barátja Gaahnfaust játszott. Ezután újra a tengerentúlon bonyolítottak le egy mini-turnét (Black Plague Across The West) mely során Mexico-t és az Amerikai Egyesült Államokat (California állam) érintették. Ezután belekezdtek leghosszabb és addigi legsikeresebb Európa turnéjukba (The Satanic Inquisition) a Dimmu Borgir társaságában.
A turné után Tommy Tägtgren produceri vezényletével felvették az Abyss stúdióban a Teach Children to Worship Satan című EP-t. A kiadványon csupán egy új dal szerepelt (An Apprentice Of Satan), a további négy feldolgozás volt az alábbi előadóktól: Mayhem, Slayer, Sodom, King Diamond. A An Apprentice Of Satan dalról készítettek egy videót, mely egy koncertfelvétel . Nem sokkal később felléptek a No Mercy fesztiválon a Cannibal Corpse, az Immortal és a Deicide társaságában. A zenekar új dobosa Matte Modin lett (Defleshed) lett, aki elsőként a With Full Force fesztiválon mutatkozott be.
2001 elején ismét bevonultak az Abyssbe, hogy elkészítsék harmadik nagylemezüket, Peter Tägtgren és Lars Szöke vezénylete mellett. A lemez (Diabolis Interium) 2001 szeptemberében jelent meg. A lemez megfelelő terjesztésének az érdekében Európában továbbra is a No Fashion kiadó adta ki, de Észak-Amerikában a Necropolis, Japánban a Soundholic Co. Ltd, Brazíliában a Hellion Records, Lengyelországban a Mystic Productions, Romániában és Bulgáriában a Rocris Disc, Thaiföldön a S.Stack Co. Ltd, Oroszországban a Irond Records Ltd, Hongkongban és Kínában pedig a Magnus Music.
A lemezt követő turné Európában indult, ahol a Tidfall, az Anorexia Nervosa, és a Ragnarok voltak az előzenekarok. A túrán Mikael Hedlund basszusgitározott (Hypocrisy), de őt hamarosan felváltotta Richard Cabeza, aki kisegítő bőgősként csatlakozott hozzájuk. Ő korábban a Dismember tagja volt. Az USA turné jó barátaik, a Cannibal Corpse vendégeként zajlott. A Diabolis Interiumot egy svéd rádióállomás a ROCKET 95.3 FM  hard rock kategóriában jelölte egy szavazáson. Ugyanebbe a kategóriában szerepelt a Breach, az Entombed és az Arise.
2002 októberében a zenekar Távol-Keleti turnéra indult, érintve Japánt, Tajvant és Szingapúrt. Szingapúrban és Tajvanban a Dark Funeral volt az első extrém metal zenekar, mely koncertet adott. Ezek után a zenekarnak gondjai támadtak a kiadókkal. Végül a következő lemezt már a Regain-nél készítették el.
Az ázsiai turné után Dominion kilépett, helyére Chaq Mol került, aki korábban különböző jelentéktelenebb zenekarokban játszott. Debütálása a 2003-as Wacken Open Air fesztiválon történt.
A nyár végeztével Dél-Amerikai turnéra indultak, Brazília, Chile, és Colombia volt a helyszín. Ez a turné volt a zenekar legsikeresebb körútja. A koncerteket megörökítették egy koncertlemez formájában, melyet a Regain Records adott ki, 2004 júniusában De Profundis Clamavi Ad Te Domine címmel.
2004 januárjában ismét Japánban turnéztak, partnereik a Goatwhore és a Zyklon voltak. Ezt újabb mexikói dátumok követték. Ezt követően olyan fesztiválokon szerepeltek, mint a spanyol Piorno Rock, a finn X-Mass és Tuska. A zenekar továbbá megjelent főbandaként a német Party San, a svéd Nordic Rage és az amerikai Gathering Of The Bestial Legions fesztiválokon is. Ezek mellett Olaszországban is tettek egy rövid, de sikeres turnét. 2004 decemberében a Black Winter Days turné keretében felléptek Izraelben, Oroszországban és Ukrajnában.
2005 januárjában a zenekar kezdett koncentrálni az új albumra, de még a munkálatok előtt felléptek a lengyel Metal Mind fesztiválon, valamint a No Mercy turné keretében turnéra indultak a Nile, a Dying Fetus és a Six Feet Under társaságában.
Május 23-án bevonultak a Dug Out stúdióba, és elkezdték az új anyag felvételeit, Daniel Bergstrand és Örjan Örnkloo producerek segítségével. A lemez basszustémáit Lord Ahriman mellett a Meshuggah basszusgitárosa Gustaf Hielm játszotta fel, mint vendégmuzsikus. A lemez 2005 októberében jelent meg Attera Totus Sanctus címmel. A kritika és a közönség is igen lelkesen fogadta, mellesleg felkerült a svéd eladási listákra is. A zenekar a Dragon Production, és a A.S.S. Concert & Promotion GmbH koncertügynökségekkel kötött szerződést.
A lemez turnéja 2006-ban indult Dél-Amerikában. A Peru-i koncerten Caligula nélkül voltak kénytelenek fellépni, miután lebetegedett. Ez után egy kis rendőrségi ügy következett, melynek következtében kénytelenek voltak lemondani a Litván és a Lettországi fellépéseket.

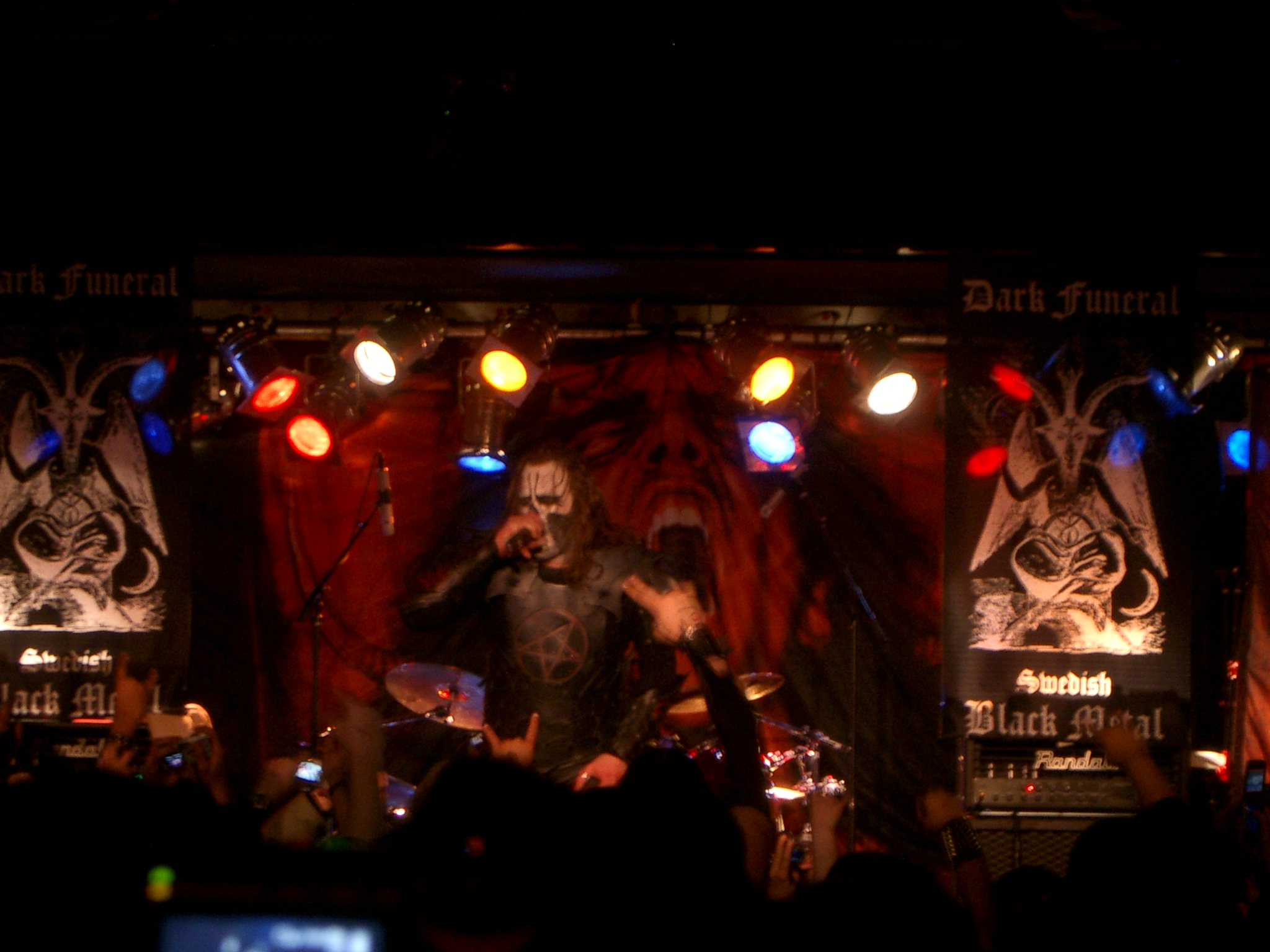
A Dark Funeral egy 2007-es koncerten.

2007 elején Észak-Amerikai turnéra indultak az Enslaved-del. 2007 áprilisától vette kezdetét az európai turné, érintve Ukrajnát, Oroszországot, és a Balti országokat. Ugyancsak ekkor jártak Magyarországon is a Naglfarral. Matte Modin és a zenekar nézeteltérései következtében a dobost ki rúgják a zenekarból. Pályáját a Raised Fistben folytatta tovább. 2007 júniusában jelentették be az új dobos személyét, aki Dominator (Nils Fjellström) lett. Korábban az Aeonban és a Sanctificationben is megfordult.
2007 őszén újra Észak-Amerikában turnéztak, valamint az első három albumukat újra megjelentették bónuszokkal felturbózva.
Ezután pihenőidőszak következett, és összeállítottak két DVD-nyi anyagot. Az  Attera Orbis Terrarum - Part I 2007 októberében, míg a Attera Orbis Terrarum - Part II 2008 júniusában jelent meg. A két részes DVD összesen négy diszket tartalmaz, melyek meghaladják a 7 órányi játékidőt.
2008 októberében a legfelsőbb bíróság részvételével megoldódtak korábbi kiadós (MNW/No Fashion Records) gondjaik.
További koncertek és fesztiválszereplés után nekiláttak a következő nagylemeznek, mely végül 2009 novemberében jelent meg Angelus Exuro pro Eternus címmel. Az anyagot a régi időknek megfelelően az Abyss stúdióban vették fel, Peter Tägtgren producerrel. Az albumnak kijött egy bónusz DVD-s változata is, mely egy 55 perces koncertet tartalmaz. Videóklipet a My Funeral című dalra forgattak .
2010 őszén az énekes Emperor Magus Caligula és a zenekar útjai, 15 év közös zenélés után elváltak.

## Diszkográfia
Stúdióalbumok:
- The Secrets of the Black Arts (1996)
- Vobiscum Satanas (1998)
- Diabolis Interium (2001)
- Attera Totus Sanctus (2005)
- Angelus Exuro pro Eternus (2009)
- Where Shadows Forever Reign (2016)
- We Are the Apocalypse (2022)

Koncertlemezek:
- De Profundis Clamavi Ad Te Domine (2004)

Középlemezek:
- Dark Funeral (1994)
- Teach Children to Worship Satan (2000)

DVD-k:
- Attera Orbis Terrarum - Part I (2007)
- Attera Orbis Terrarum - Part II (2008)

## Tagok
| - Micke "Lord Ahriman" Svanberg – gitár (1993–) - Bo "Chaq Mol" Karlsson – gitár (2003–) - Nils "Dominator" Fjellström – dob (2007–2010, 2011–) - Heljarmadr – ének (2014–) - Andreas "Natt" Fröberg – basszusgitár (2014–) | - David "Blackmoon" Parland – gitár (1993–1996) - Paul "Themgoroth" Mäkitalo – ének, basszusgitár (1993–1996) - Joel "Draugen" Andersson – dob (1993–1994) - Peter "Equimanthorn" Eklund – dob (1994–1996) - Robert "Gaahnfaust" Lundin – dob (1996, 1998–2000) - Tomas "Alzazmon" Asklund – dob (1996–1998) - Henrik "Typhos" Ekeroth – gitár (1996–1998) - Matti "Dominion" Mäkelä – gitár (1998–2002) - Matte Modin – dok (2000–2007) - Bennie "B-Force" Fors – basszusgitár (2005–2010) - Steve "Nachtgarm" Marbs – ének (2011–2012) - Tomas "Zornheym" Nilsson – basszusgitár (2011–2014) | - Mikael Hedlund – basszusgitár (2001) - Lord K Philipson – basszusgitár (2001–2002) - Richard "Daemon" Cabeza – basszusgitár (2002–2005) - Magnus "Masse" Broberg – ének (1996–2010, 2013–2014), basszusgitár (1996–2001) |